# Kostel svatého Jana Křtitele (Třebeš)
Kostel svatého Jana Křtitele (dříve kostel Mistra Jana Husa) je raně barokní filiální kostel na území historické osady Kopec Svatého Jana v Třebši, části města Hradec Králové. Spolu s přilehlou zvonicí tvoří kulturní památku České republiky.

## Historie

### Stavba a první léta
Kostelík (či kaple) Mistra Jana Husa je prvně zmiňovaný k roku 1504, kdy italský biskup Filip de Nova Vila vysvětil oltář tohoto kostelíka. Roku 1530 na jejím místě nechává hradecký měšťan Lukáš Forman, jinak Hostovský z Hostovic, postavit kostel na památku Jana Husa, Jeronýma Pražského a jiných věrných mučedníků českých. Na svatostánek mu přispěli i další zámožní měšťané. Stejného roku byl kostel již postaven, neboť již v roce 1530 Forman ustanovil nadaci pro utrakvistického kněze, který by sloužil mši svatou každou čtvrtou neděli a některé svátky. K tomu věnoval 200 kop míšeňských a také velkou vinici, kterou nechal vysázet vedle kostela. Funkci kněze nakonec vykonával kněz od kostela svatého Antonína na Mýtském podměstí (dnes Slezské Předměstí).

### Po třicetileté válce
Po třicetileté válce byl zpustošen mimo další i kostel svatého Antonína, což znamená, že i kostel svatého Jana musel zůstat opuštěn. Později se kostela ujali jezuité a roku 1659 byl přestavěn. 8. července 1675 byl do základů rozbořen a budován od základů znovu. V roce 1691 v něm byl postavený nový hlavní oltář zasvěcený svatému Vojtěchu a roku 1692 byl kostel nově vysvěcen, tentokrát již ve jménu svatého Jana Křtitele. František Pichler, tehdejší primas, nechal vedle kostela roku 1715 postavit kostnici (dnešní zvonici).

### 19. a 20. století
V letech 1858 až 1859 byl sešlý kostelík opraven a roku 1896 opatřen dřevěným loubím. Roku 1858 byla také zbořena kostnice. Od roku 1958 je kostel památkově chráněn. Před rokem 1979 byla stavba v havarijním stavu a musely být provedeny záchranné práce. Byla vyměněna okna, která obsahují novogotické prvky, byl zhotoven arkádový ochoz okolo kostela, včetně nových sloupů a byl vyměněn šindel. 16. listopadu 1980 zde již mohl kapitulní vikář Karel Jonáš odsloužit první mši svatou po rekonstrukci. Roku 1999 proběhla další oprava kostela z důvodu výskytu dřevokazných hub.

## Popis

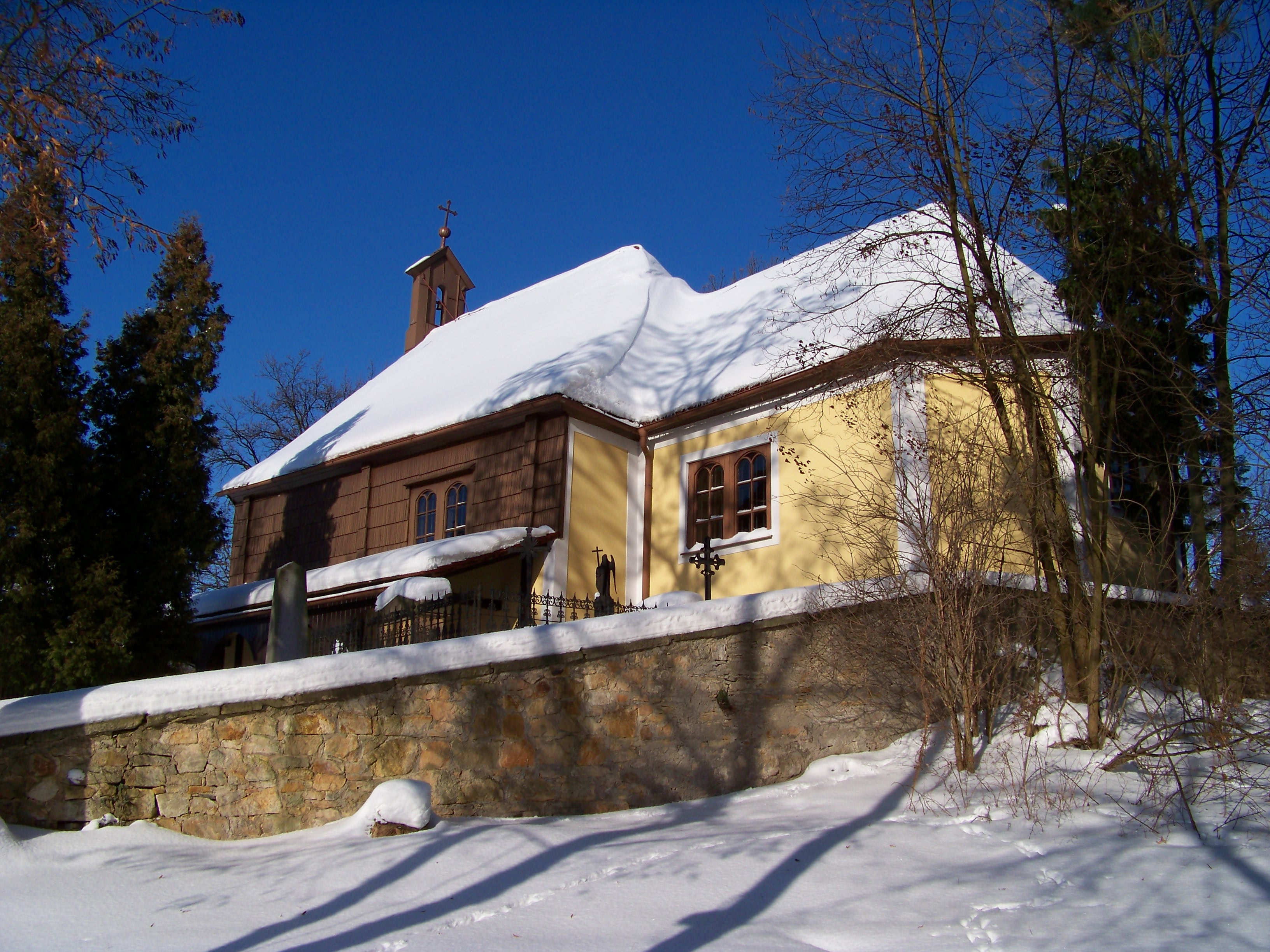
Kostel zezadu

### Popis kostela
Kostel je raně barokní, roubená jednolodní stavba obklopená hřbitovem. Obdélná loď s kruchtou má pravoúhlé kněžiště se skosenými rohy. Kolem stropu vede arkádový ochoz. Střecha je šindelová a nástavec na zvon je z pozdější doby.

### Zvonice
Podle dendrochronologie trámů by měla být zvonice postavena okolo roku 1602, přičemž nejstarší zvon zavěšený ve zvonici nese datum 1583 (je však možné, že zvon visel na provizorní konstrukci). Tento zvon nechal na své náklady ulít dlouholetý královéhradecký primátor Martin Cejp z Peclinovce u zvonaře Eliáše Stodoly a daroval jej právě kostelu sv. Jana na Kopečku (tehdy kostelu Mistra Jana Husa na vrchu Konstanci).
Je to dřevěná budova na čtvercovém půdorysu na kamenném podloží. Je též krytá šindelem.

### Zvony
Na kostele původně visely dva zvony. Jeden ulitý již v roce 1505 nákladem hradeckého měšťana Jana Rychtaříka a druhý byl podle nápisu odlit až po stavbě kostela. Během přestavby v 17. století byl přidán ještě jeden.

## Galerie

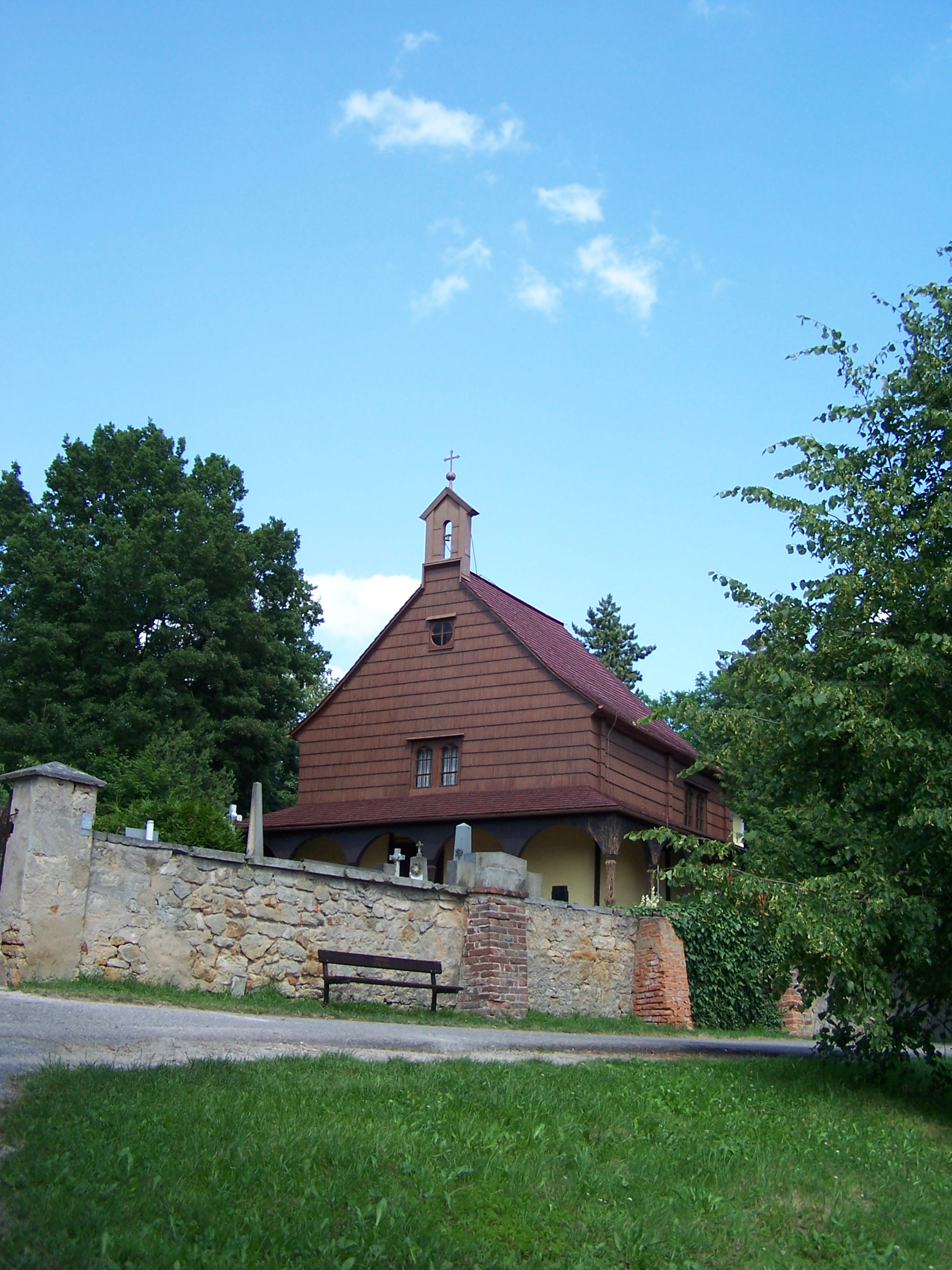
Kostel svatého Jana Křtitele
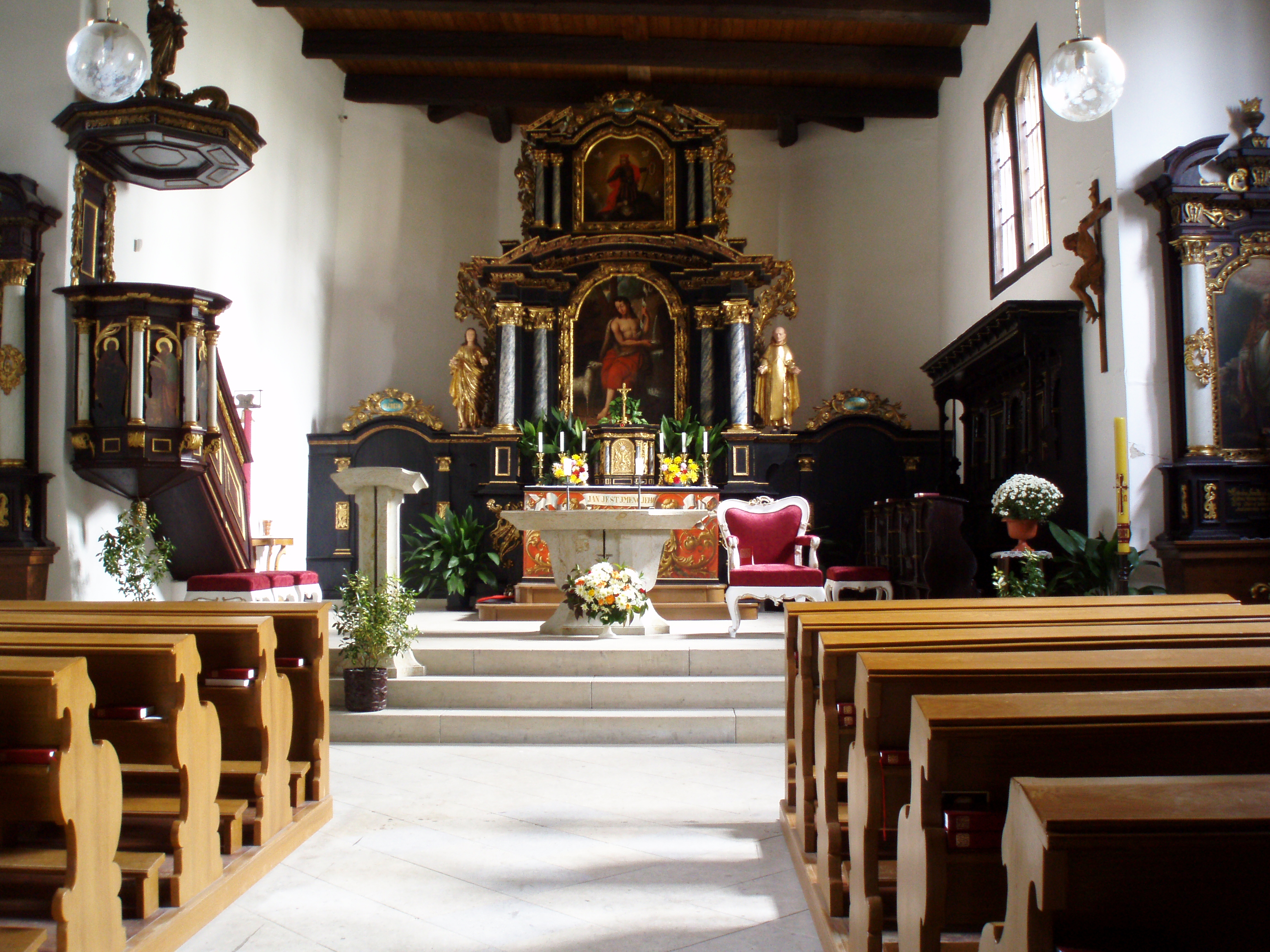
Interiér kostela
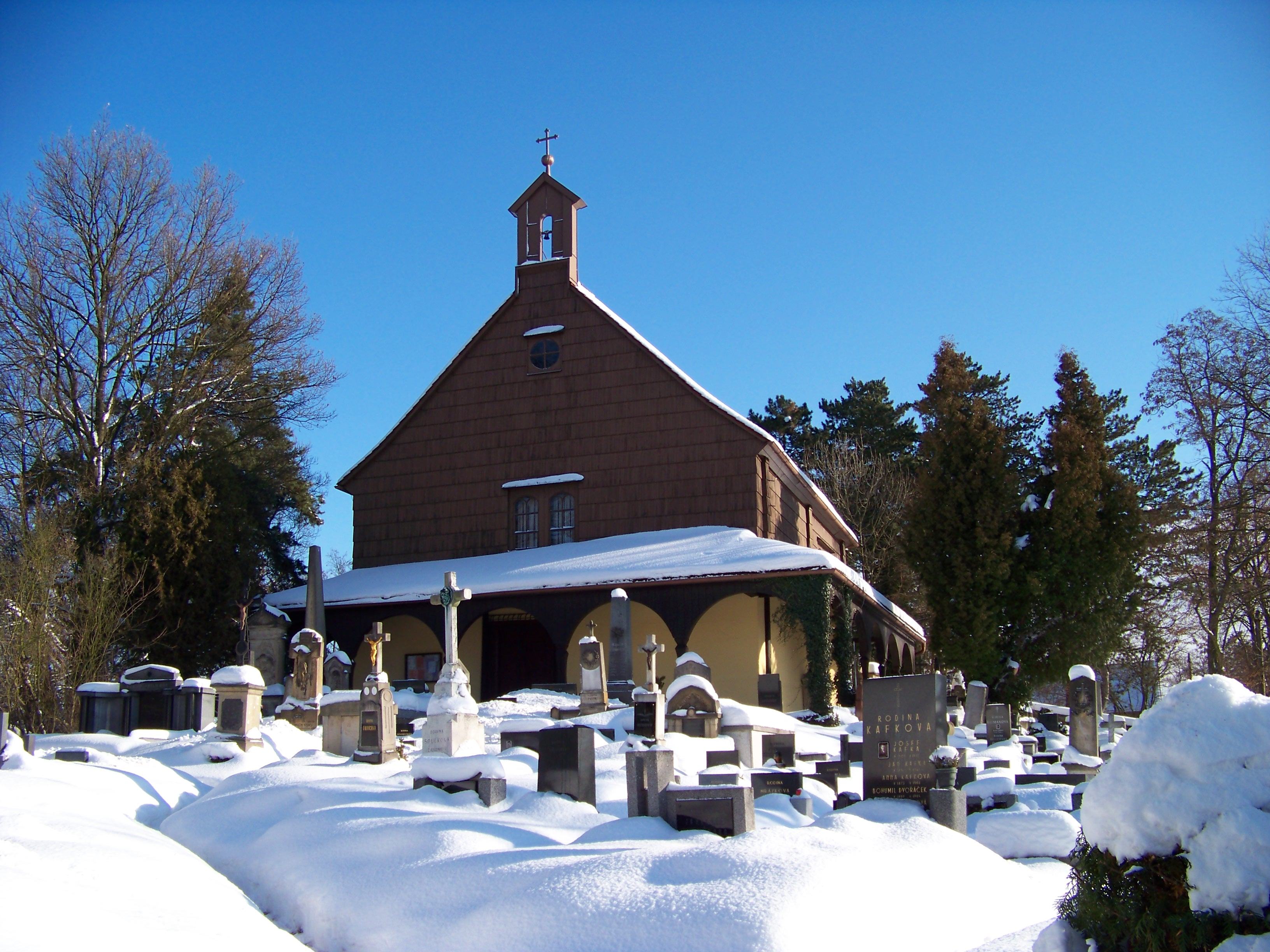
Kostel v zimě
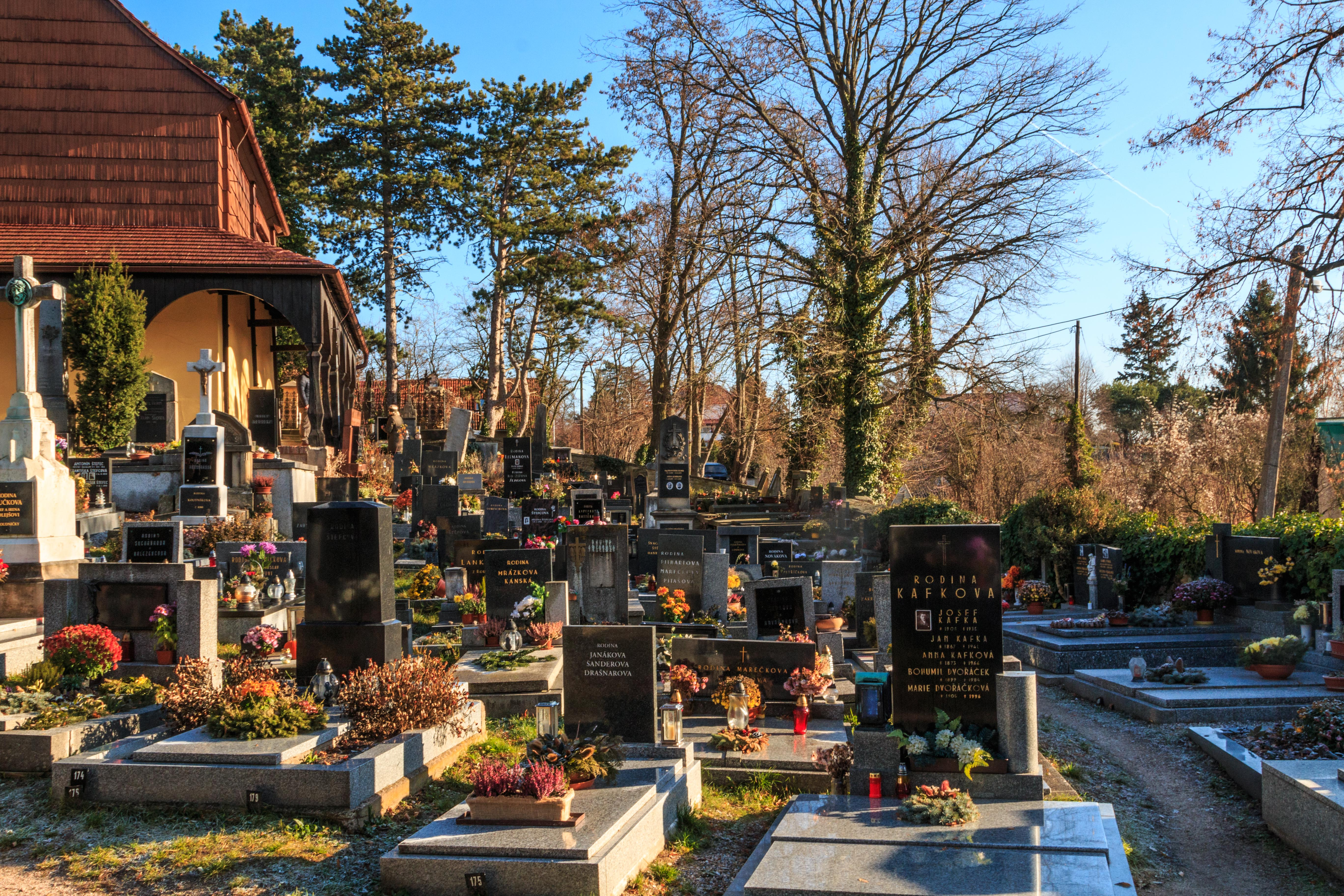
Hřbitov u kostela
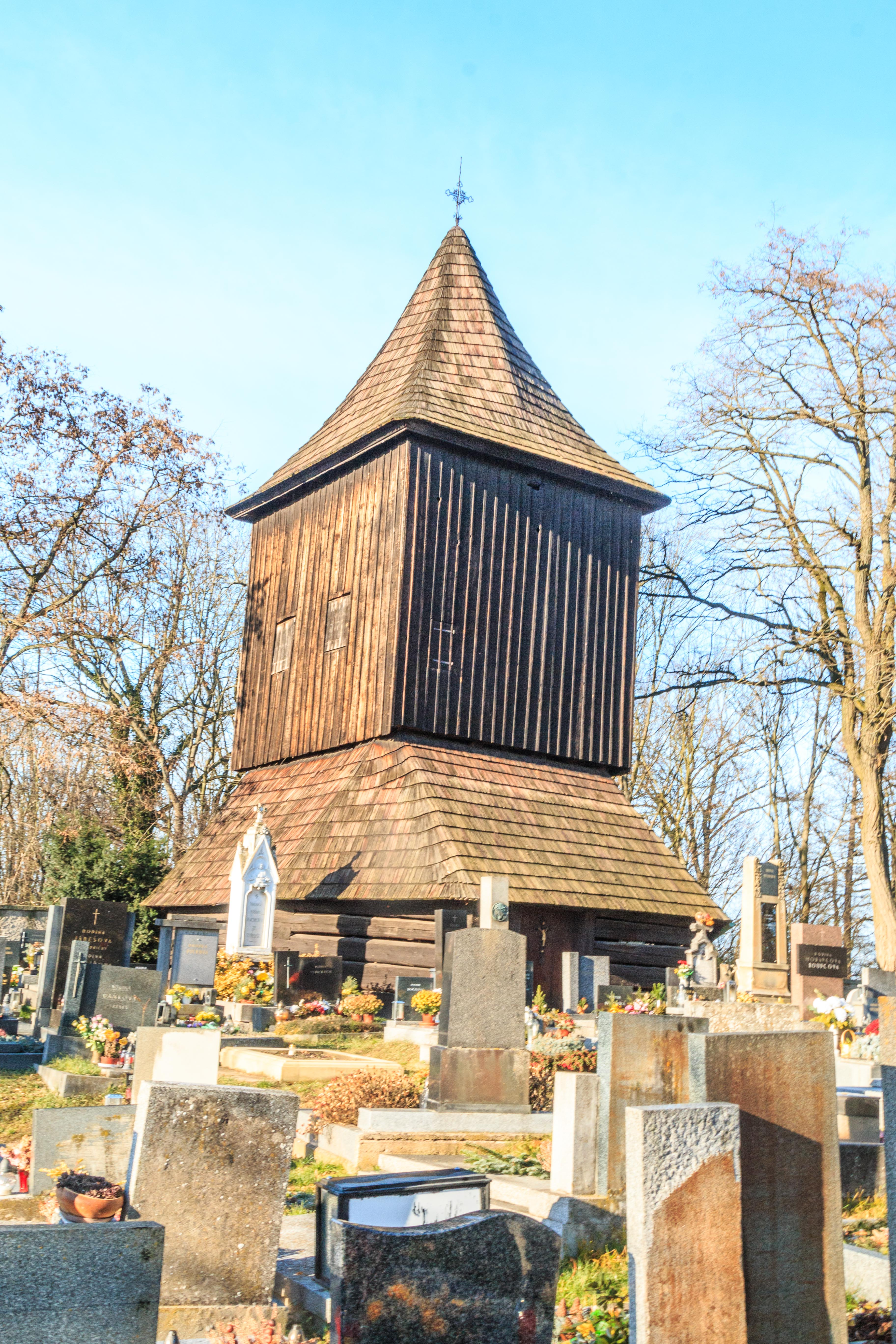
Zvonice u kostela